# ジェシカ・ドレイク
ジェシカ・ドレイク（Jessica Drake, 1974年10月14日 - ）は、アメリカ合衆国のポルノ女優。テキサス州サンアントニオ出身だが、エルパソで暮らしていた時期もあった。

## 人物
エルパソの大学で心理学を専攻する傍ら、ドレイクは地元のストリップクラブでダンサーをしていた 。
エージェンシーを通じて、別のストリップクラブへの勤務が決定し、そこでコンテストに向けて写真を撮っていたポルノ映画の監督 マイケル・レイヴンと出会った。
レイブンとその妻シドニー・スティールの存在により、少しずつドレイクはポルノ映画の業界へと親しんでいった。
アダルトモデルとしての活動を開始しPlayboy TVにも出演し、 ジル・ケリー & マーク・デイビス主演のポルノ映画に出演した。
彼女は自身をバイセクシャルだとしている。

2004年、ポルノ業界でHIV問題が表面化した際、ドレイクは「コンドームをつけた男優としか性的なシーンを演じない」としつつも、「バーでついさっき知り合った人と家でセックスすることは、コンドームなしでポルノの仕事に臨むことよりも危険である」という見解を発表した 。
2002年にポルノ男優のエヴァン・ストーンと結婚するも、2004年に離婚。
非ポルノ作品への出演としては、 レディー・ガガ&ビヨンセの『テレフォン』のPVなどがある。

### 性教育
性教育に関しては積極的で、成人向け性教育ビデオJessica Drake’s Guide to Wicked Sexをリリースしている。
その第一作である Jessica Drake’s Guide to Wicked Sex: FellatioはAVN メディアの最優秀性教育ビデオ賞を受賞した 。
このほかにも世界中で性教育セミナーやワークショップを開いており、2014年2月にはシカゴ大学セックス週間の一環として開かれたのセミナー Jessica Drake: From Porn to Sex Edで、ポルノ女優 ターシャ・レインとともにパネリストとして参加した。

## 出演作品
- WIB ウーマン・イン・ブラック
- 秘書課（秘）レポート
- ショーガール!
- プライベート・レッスン 青い誘惑
- ギャラクシー・エンジェルズ
- ボディスピード
- あるOLの秘密の夜
- ボディスピード フルスロットル
- こわれてゆく人妻たち
- アンドロイド2040
- 女分析医Rの告白
- セックス依存症の容疑者たち
- リベンジ・エンジェル
- アンドロイド2040 レボリューションズ
- 堕天使X
- ウーマン・コップ
- アンタッチャブル・ウーマン
- スキャンダル/秘蜜の香り
- マシュマロエステ
- フェラ・シタール
- 欲望のリング　ネイキッド・アンビション
- イニシエーション